# 聖徳学園小学校
聖徳学園小学校（しょうとくがくえんしょうがっこう）は、東京都武蔵野市にある小学校。旧・関東小学校。学校法人聖徳学園が運営する。

## 沿革
- 1927年（昭和2年） - 男子中等教育を行う関東中学校として創立され、初代学校長は和田幽玄が就任。教育顧問に帝国教育会長澤柳政太郎と東京大学名誉教授村上専精。
- 1948年（昭和23年） - 新制関東高校が発足。
- 1951年（昭和26年） - 学校法人聖徳学園に組織変更。幼稚園、小学校、中学校を併設。
- 1955年（昭和30年） - 安藤正純の業績を記念して安藤正純記念図書館が落成。
- 1969年（昭和44年） - 小学校に英才教育を導入。聖徳学園小学校と改称
- 1976年（昭和51年） - 小中一貫教育を開始。
- 1988年（昭和63年） - 幼小一貫教育を開始。

## キャンパス

### 武蔵境キャンパス
- 所在地　武蔵野市境南町2-11-8
- 交通　　JR中央線・西武多摩川線 武蔵境駅 徒歩5分

## 入試
入学試験の際にIQテストを行い知能指数が一定以上の児童を入学させている。

## 制服
男子の制服はワイシャツが白、ネクタイとオーバーオールは濃い緑、冬服として緑色のブレザーがある。女子はネクタイが赤色、白のワイシャツと濃い緑色のジャンパースカートである。靴下の指定はない。冬服として緑色のブレザーがある。ネクタイ着用で白のワイシャツ、緑のオーバーオール・スカートで冬服の時はブレザーも着用。男女ともにベストも着用。
2017年4月より新しい制服が導入され、ブレザーはより暗い緑色、男子のズボンと女子のスカートは灰色が基調のチェックとなった。また、女子のネクタイはリボンに、制鞄は化繊調の緑色のリュックサックから黒を基調とした通常のランドセルに近いデザインのものに変更された。2016年度入学の生徒が卒業するまでは旧制服と併用される予定。

## 著名な出身者
- 伊藤氏貴（文芸評論家）
- 山尾志桜里（衆議院議員　在学中は菅野志桜里）
- 永野彰一（プロ雀士）
- 西岡壱誠（著作家）